# Spitzberg (Gebirgsgruppe)
Die Gebirgsgruppe Spitzberg sind einige Berge der Oberösterreichischen Voralpen im südlichen Traunviertel in Oberösterreich.

## Lage und Landschaft
Die Gruppe liegt nördlich vor dem Sengsengebirge, rechts im mittleren Steyrtal, südlich vom Mollner Becken, und erstreckt sich im Gemeindegebiet von Molln.
Die Ausdehnung beträgt um 8 km, die Fläche der Gruppe beträgt in untengenannter Abgrenzung gut 37 km². Der höchste Gipfel, der Große Spitzberg, hat 1396 m ü. A.
Die Berge sind durchgehend bewaldet und alpinistisch wenig bedeutend.

### Umgrenzung, benachbarte Gebirgsgruppen und Einordnung

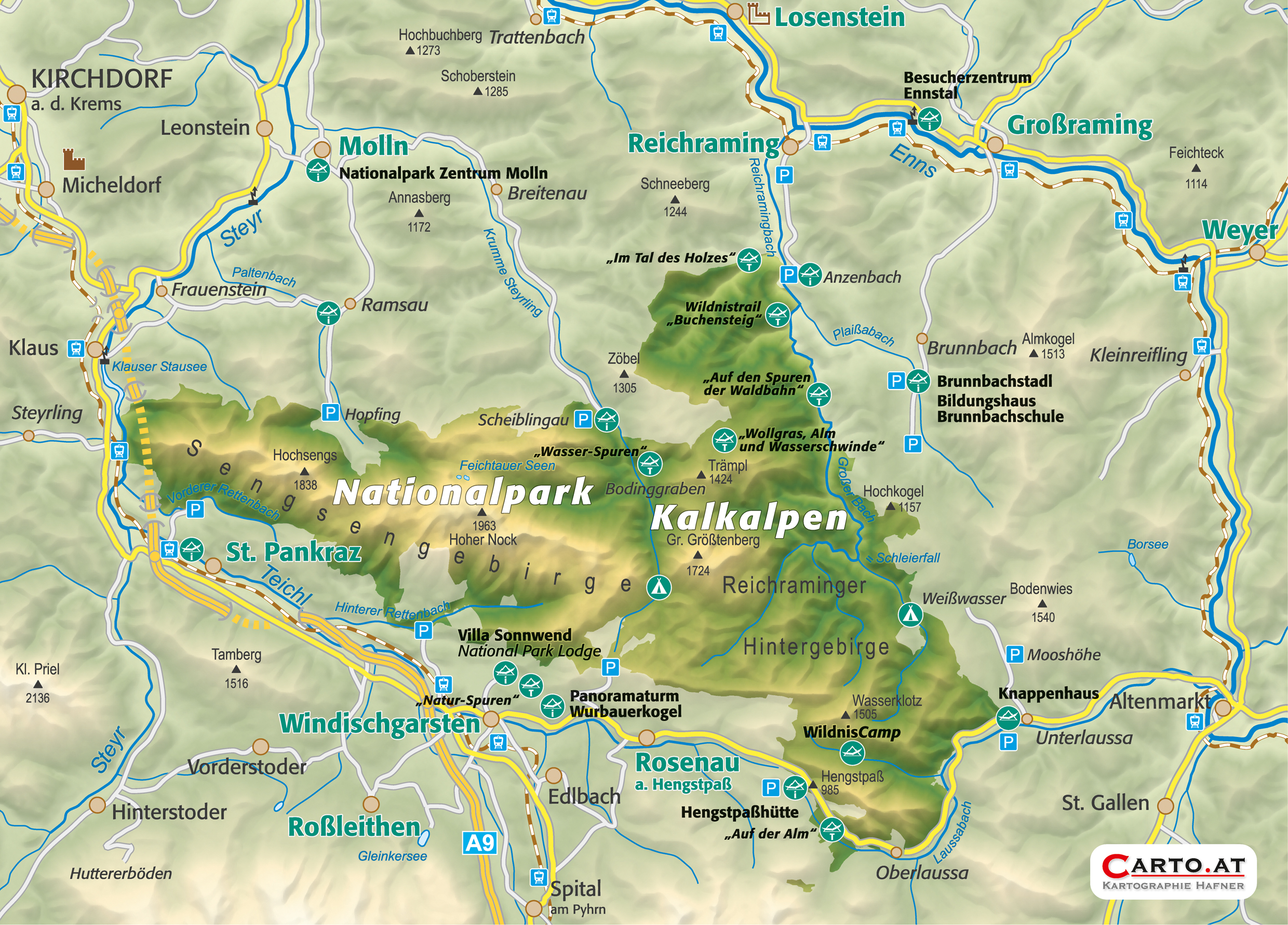
Nationalpark Oberösterreichische Kalkalpen: Die Gruppe ist im Nordosten, zwischen der Steyr und dem Zugang Scheiblingau

Die Gruppe gehört zu den Kalkvoralpen. Nach der Gebirgsgruppengliederung nach Trimmel hat sie die Nr. 1663, gehört zu den Steyrtaler Voralpen (1660) und umgrenzt sich (im Uhrzeigersinn):
- im Norden und Osten Mollner Bach von der Mündung in die Steyr (Stefaniebrücke, 378 m) über Molln und Garnweid (Talpass ca. 530 m) – Ramsau (Mündung Ramsaugraben 506 m)  – Paltenbach aufwärts über Hopfing bis Truppenübungsplatz: zur Gruppe Ramsauer Größtenberg–Rotgsol (1664)
- im Süden Urlachbach  – Sattel zwischen Anstandmauer und Schwarzkogel (ca. 1175 m) – Senke und Gerinne  – Effertsbach bis Mündung bei Frauenstein: zum Sengsengebirge (1651, Windischgarstener und Reichraminger Alpen 1650)
- im Westen Steyr abwärts ein kurzes Stück bis Vinsgassenbach-Mündung (Talpass in das Kremstal): zur Gruppe Kremsmauer (1662)
- im Nordwesten Steyr weiter (Steyrdurchbruch): zur Gruppe Hirschwaldstein (1667)

Nach der Alpenvereinseinteilung der Ostalpen (AVE) gehören die Berge zu den Oberösterreichischen Voralpen (17b). Die Oberösterreichische Raumgliederung (NaLa) stellt sie zu den Enns- und Steyrtaler Voralpen (09/ESV). Die Berge um das Mollner Becken finden sich auch als Mollner Berge genannt.

### Gliederung und Gipfel
Die Gruppe gliedert sich durch den Unterlauf des Paltenbachs bei Palten in zwei orographisch getrennte Gruppen:
- Spitzberg im Süden (Großer 1396 m, Kleiner 1366 m), mit Schwarzkogel (1300 m) über der Hopfing; und den Talhügeln um Frauenstein
- Eibling (1108 m) im Norden, mit Rammelspitz (1054 m) über Molln

## Geologie
Die Gruppe bildet sich hauptsächlich aus dem gebankten Hauptdolomit der Paläotethys (Oberes Karnium bis Norium der Trias, 230–200 Mio. Jahre), der die Reichraming-Decke des Hoch-Bajuvarikums der oberösterreichischen Voralpen aufbaut. Im Südteil dominieren die Faltungseinflüsse der Höllengebirge-Decke (Tirolikum) des Sengsengebirgs, die die Reichraming-Decke überschiebt. Hier finden sich Mulden von obernorischem Plattenkalk (Dachsteinkalk) bis Jurakalken und kretazischem Mergel (Schichten der Neotethys), die die Gipfelflur des Spitzbergs wie auch Schwarzkogels aufbauen. Diese Serien setzen sich westwärts über Windberg und Siebenstein ins Steyrtal wie auch im Osten am Ramsauer Größtenberg fort.
Eiszeitlich ist für die späteren Hocheiszeiten ein lokales, wenig aktives Eisstromnetz der Sengsengebirgsvergletscherung anzunehmen, Hauptstoßrichtung des Steyrtalgletschers war wohl durch den Talpass von Schön in das Kremstal, während das Mollner Becken vermutlich nur zur Mindelzeit gefüllt war, sonst aber mit Flussterrassen primär von abfließenden Schmelzwässern geprägt ist. Nur während der Höchstvereisung vereinigten sich in Steyrdurchbruch und der Weitung von Frauenstein der Steyrtalgletscher und die Zungen des Sengsengebirgsgletschers durch Effertsgraben und die Palten (Talpässe beim Pichlbauern/Ramsauer Straße und im Tälchen nördlich), im Mollner Becken die Garnreiter Zunge auch mit der der Krummen Steyrling. Der Effertsbachgletscher dürfte um die 6 km², der Hopfinggletscher 18 km² umfasst haben. Der Eibling stand als Nunatak im Eis, während am Spitzberg für die Maximalvereisung schon ein Lokalgletscher möglich ist.
Die Rißkaltzeit blieb hier im Raum wenig ausgeprägt, wahrscheinlich war das mittlere Steyrtal gänzlich eisfrei und zeitweise Gletscherendsee.
Bedeutender war aber eine in die frühe Würmkaltzeit fallende lokale Vergletscherung des Sengsengebirgs, die in Palten-Forsthub und am Mollner Steinköpfl Moränen hinterließ, während der Ferngletscher aus dem Gebirgsinneren zu der Zeit gänzlich gefehlt haben dürfte.

## Naturausstattung
Die Südflanke des Spitzbergs in der Urlach gehört schon zum Nationalpark, Europaschutzgebiet und Ramsargebiet Oberösterreichische Kalkalpen. Dort ist der Schluchtwald Teil des UNESCO-Weltnaturerbes Buchenurwälder und Alte Buchenwälder Europas (Teilgebiet Urlach). Am oberen Effertsbach finden sich knapp außerhalb der Nationalparkgrenzen zwei Teilgebiete des FFH-Gebiets Schluchtwälder der Steyr- und Ennstaler Voralpen. Die Steyrufer abwärts bis Oberleonsberg sind als Europaschutzgebiet  Mittlere Steyr ausgewiesen. Großflächigere Schutzgebiete im hauptsächlich forstwirtschaftlich genutzten Raum stehen noch aus.
Höhlen werden im Höhlenkataster für diese Gruppe bisher keine vermerkt.